# 生雲村
生雲村（いくもそん）は、山口県阿武郡にあった村。現在の山口市阿東の北西部にあたる。

## 地理
- 山岳 ： 大野岳、日尾平山、黒獅子山、木和田山、大原谷山、万同山、大将山、石洞ヶ岳、牝滝山、八幡ヶ迫山、白浜山、滑山
- 河川 ： 生雲川

## 歴史
- 1889年（明治22年）4月1日 - 町村制の施行により、生雲中村・生雲西分村・蔵目喜村の区域をもって発足。
- 1955年（昭和30年）4月1日 - 篠生村・地福村・徳佐村・嘉年村と合併して阿東町が発足。同日生雲村廃止。

## 名所・旧跡・観光スポット・祭事・催事
- 長門峡